# 利根 (防護巡洋艦)
利根（とね）は、日本海軍の二等巡洋艦（防護巡洋艦）。
艦名は関東地方を流れる利根川にちなんで名づけられた。
「利根」は、佐世保で建造された初の巡洋艦である。

## 艦型
日露戦争直後の臨時軍事費により計画された二等巡洋艦。設計は当時艦政本部第3部に在籍の近藤基樹造艦大監で、エルジック・クルーザーの1艦である「吉野」が参考にされた。そのため船体の基本寸法は両者良く似た数値となった。ただ、日露戦争で巡洋艦「吉野」が「春日」に追突された際に艦首の衝角により被害が拡大されて沈没したことから、衝角構造を廃止してクリッパー型艦首を採用した。先端のとがった艦首形状のために通常は艦首部に御紋章は1個のところ、左右に1個ずつの計2個取り付けられた。

### 兵装
搭載砲は「吉野」と同じ15cm砲と12cm砲を混載した。砲の配置も同一であるが、重量削減のため15cm砲2門を12cm砲に変更している。
「利根」は、新高型防護巡洋艦や音羽型で廃止していた魚雷兵装を再び装備した。水上固定発射管3門で、1門は艦尾に配置された。

### 機関
機関も船体と同じく佐世保海軍工廠で製造された。
主機は直立4気筒3段レシプロ機関を装備し、日本海軍の巡洋艦でレシプロ機関を搭載した最後の艦となった。
気筒の直径は高圧33 in (838 mm)、中圧52 in (1,321 mm)、低圧59 in (1,499 mm)を2筒、行程33 in (838 mm)。
回転数100 rpmで出力15,000馬力を計画した。
ボイラーは宮原式混焼缶で単面大型8基、同小型8基。
当初計画は石炭専焼だったが、1907年 (明治40年) 12月15日付で重油混焼装置の取付と重油タンク装備が訓令された。
蒸気圧力は235 psi (16.5 kg/cm2)。

### 公試成績
『帝国海軍機関史』(1975) で回転数106.7 rpm、出力15,402馬力とある。
また『公文備考』に公試での速力23.368ノットの記録が残る。

## 艦型の変遷

### 兵装の変遷
- 1920年 (大正9年) 時 : 四一式15センチ砲 2門、四一式12センチ砲 10門、四一式短8センチ砲 2門、麻式6.5ミリ機砲 1挺、水上発射管 3門[注釈 2]、探照灯 4基[1]

## 艦歴
1905年（明治38年）
6月20日、佐世保鎮守府にあてて甲号二等巡洋艦を佐世保海軍工廠で製造するよう訓令が出された。
この時の予算は臨時軍事費艦艇補足費造船費 中の甲号二等巡洋艦製造費で明治38年度から明治41年度までの4年間で船体費987,750円、機関費1,425,735円、備品費52,000円、附属費135,602円、進水式費2,000円の計2,603,087円、他に予備費5,913円だった (兵装費は含まない)。
9月30日、日本海軍は建造予定の甲号二等巡洋艦の艦名を「利根」とすることを内定した。
同年11月27日、佐世保海軍工廠は甲号二等巡洋艦を起工した。
1907年（明治40年）10月23日、明治天皇皇太子（のち大正天皇）と有栖川宮威仁親王は御召艦「香取」に乗艦して佐世保に到着する。その日は爆沈事故から復旧中の戦艦三笠や佐世保鎮守府各所を見学した。
10月24日午前9時5分 (予定は午前9時)、
皇太子臨席のもとで「利根」は進水した。同日附で甲号二等巡洋艦は制式に利根と命名される。命名書は海軍大臣斎藤實男爵が読み上げ、二等巡洋艦に類別された。
1910年（明治43年）5月15日、「利根」は竣工した。水雷艇程度の建造経験しか無かった同工廠で初めて建造された大型艦艇であり、また起工が日露戦争終結後となったため、予算の問題もあり建造に5年5ヶ月を要した。
1911年（明治44年）、ジョージ5世の戴冠記念観艦式に参加するため、日本海軍は装甲巡洋艦鞍馬と防護巡洋艦利根をもって遣英艦隊（司令長官：島村速雄中将）を編成した。
同年3月下旬、島村中将及び鞍馬・利根乗組員は明治天皇に拝謁する。
4月1日、鞍馬と利根は横須賀を出港する。4月2日夜、遣欧艦隊（鞍馬、利根）は皇太子御召艦「鹿島」および供奉艦と土佐沖にて会合し、約20分間同行した。6月24日、スピットヘッドでの観艦式に参加した。さらにヨーロッパ各国を歴訪し、11月22日に横須賀に帰投した。
1914年（大正3年）1月12日に鹿児島県の桜島で発生した大正大噴火の際には利根は旗艦として第八駆逐艦隊などを率いて当日の23時に佐世保港を出航、翌13日の午後3時に鹿児島港に到着し、鹿児島湾において13日から18日にかけて救助活動を実施した。第一次世界大戦では、第二水雷戦隊旗艦（司令官岡田啓介少将）として青島攻略戦に参加した。さらに南シナ海、インド洋での作戦に従事した。
1922年（大正11年）1月から5月までオランダ領東インド諸島方面の警備、次に1929年（昭和4年）までおもに中国水域の警備活動に従事した。
1931年（昭和6年）4月1日、除籍。艦艇類別等級表より削除。旧式化した軍艦3隻（利根、筑摩、阿蘇）は、それぞれ廃艦第2号（利根）、廃艦3号（筑摩）、廃艦4号（阿蘇）と仮称。
廃艦2号（利根）は1933年（昭和8年）4月30日、奄美大島近海で射撃・爆撃標的として撃沈処分された。
戦艦「陸奥」から見学していた高松宮宣仁親王（当時、重巡洋艦「高雄」分隊長）は「水柱マストより高く立のほり　かくるゝ姿見ゆる淋しさ」「かたふきて沈みゆくかな雲たれて/低き 海面よどむ沖縄の沖」「楽の音も終わらぬうちに海の底　深く沈みぬ白波をたて」「乗る人もなしとおもへど浮きのこる　木片阿みつよつ波にただよふ」等の和歌を詠んでいる。

## 艦長
※『日本海軍史』第9巻・第10巻の「将官履歴」及び『官報』に基づく。
- 臼井幹蔵 大佐：1909年9月15日 - 1910年6月25日 ＊兼佐世保海軍工廠艤装員（- 1910年6月3日）
- 森義臣 大佐：1910年6月25日 - 12月1日
- 片岡栄太郎 大佐：1910年12月1日 - 1911年1月16日
- 山口九十郎 大佐：1911年1月16日 - 11月20日
- 竹内次郎 大佐：1911年11月20日 - 1912年12月1日
- 西尾雄治郎 大佐：1912年12月1日 - 1913年4月1日
- 佐藤皐蔵 大佐：1913年4月1日 - 5月24日
- 原篤慶 大佐：1913年5月24日 - 12月1日
- 武部岸郎 大佐：1913年12月1日 -
- 吉川安平 大佐：1914年12月1日 - 1915年12月13日
- 古川弘 大佐：1915年12月13日 - 1916年12月1日
- 石川秀三郎 大佐：1916年12月1日 - 1917年12月1日
- 福田一郎 大佐：1917年12月1日 - 1918年11月10日[45]
- （心得）関干城 中佐：1918年11月10日 - 12月1日
- 関干城 大佐：1918年12月1日 - 1919年12月1日
- 常松憲三 大佐：1919年12月1日[46] - 1920年12月1日[47]
- 園田繁喜 大佐：1920年12月1日[47] - 1921年11月1日[48]
- 八角三郎 大佐：1921年11月1日 - 1922年5月30日
- 森田登 大佐：1922年5月30日[49] - 12月1日[50]
- 巨勢泰八 大佐：1922年12月1日 - 1923年11月10日
- （心得）小林省三郎 中佐：1923年11月10日 - 12月1日
- 小林省三郎 大佐：1923年12月1日 - 1925年4月15日
- 高木平次 大佐：1925年4月15日[51] - 10月20日[52]
- 鈴木秀次 大佐：1925年10月20日[52] - 1926年8月20日[53]
- 植松練磨 大佐：1926年8月20日 - 1927年4月5日
- 中村亀三郎 大佐：1927年4月5日 - 11月15日
- 藤沢宅雄 大佐：1927年11月15日[54] - 1928年12月10日[55]
- 波多野二郎 大佐：1928年12月10日[55] - 1929年11月30日[56]
- 佐藤康逸 大佐：1929年11月30日 - 1930年12月1日